# Средне-Паратунские источники
Средне-Паратунские источники  — минеральные источники на полуострове Камчатка.
Расположены термальные источники в пойме реки Паратунки в 6 километрах от села Паратунки. Источники представлены множеством сосредоточенных и рассеянных выходов термальных вод на протяжении 1,2 км по берегам и в русле небольшого ручейка. Температура источников 55-82 °C. Вода данных источников сульфатная натриевая кремнистая (до 83 мг/л) с общей минерализацией в 1,1 г/л. В воде присутствует мышьяк (0,16 мг/л).